# Christoph Hertling
Christoph Hertling (* 30. März 1934 in Berlin-Weißensee; † 9. Juni 1992 in Niebüll; vollständiger Name: Christoph Georg Erdmann Hertling) war ein deutscher Architekt, Szenenbildner und Innenarchitekt.
Hertling erlernte zunächst den Beruf des Tischlers und studierte dann Architektur an der Berliner Hochschule der Künste. Er war Mitarbeiter im Büro von Frei Otto und arbeitete in den 1970er Jahren vor allem als Innenarchitekt und Stylist für die Magazine Brigitte und Schöner wohnen und als Szenenbildner für deutsche Filmproduktionen. Nach seiner selbständigen Tätigkeit in Berlin, die vor allem durch Arbeiten im Bereich Innenarchitektur (Dachgeschossausbauten, Ladenbau) und Restaurierung von denkmalgeschützten Häusern geprägt war, zog er nach Schleswig-Holstein und spezialisierte sich von Niebüll aus auf die Restaurierung historischer Friesenhäuser.

## Ausstattung für Filme (Auswahl)
- 1969: Der Kerl liebt mich – und das soll ich glauben? Regie: Marran Gosov, Produktion: Felix Hock, Horst Wendlandt
- 1969: Van de Velde: Das Leben zu zweit – Sexualität in der Ehe. Regie: Franz Josef Gottlieb
- 1970: Wie kommt ein so reizendes Mädchen zu diesem Gewerbe? Deutschland 1970, Regie: Will Tremper, Produktion: Horst Wendlandt
- 1970: Die Herren mit der weißen Weste, Regie: Wolfgang Staudte, Produktion: Preben Philipsen, Horst Wendlandt